# Idaea subculta
Idaea subculta là một loài bướm đêm trong họ Geometridae.